# Drug Wars: The Camarena Story
Drug Wars: The Camarena Story (en français, Cartel, les guerres de la drogue) est une mini-série diffusée les 7, 8 et 9 janvier 1990 sur NBC. Le scénario est inspiré du livre d'Elaine Shannon, Desperados et l'article du même nom publié dans Time. 
La série est en partie produite par Michael Mann, réalisée par Brian Gibson et écrite par Ann Powell, Rose Schacht, Christopher Canaan, Mel Frohman et Michael Mann. Les acteurs principaux sont Steven Bauer, Miguel Ferrer, Benicio del Toro, Treat Williams et Craig T. Nelson. 
C'est la deuxième mini-série la plus regardée de l'année sur NBC. Elle est suivie en 1992 par Drug Wars: The Cocaine Cartel avec Dennis Farina dans le rôle principal.

## Scénario
Le scénario est inspiré de l'histoire vraie d'Enrique Camarena, un agent de la DEA infiltré dans les cartels de la drogue mexicains qui révèle les liens avec le gouvernement du Mexique.
Certains éléments du scénario sont repris par Michael Mann en 2006 dans son film Miami Vice.

## Casting
| Acteur           | Rôle                    |
| ---------------- | ----------------------- |
| Steven Bauer     | Enrique 'Kiki' Camarena |
| Elizabeth Peña   | Mika Camarena           |
| Miguel Ferrer    | Tony Riva               |
| Benicio del Toro | Rafael Caro Quintero    |
| Eddie Velez      | Ramon Varona            |
| Tony Plana       | Pavon Reyes             |
| Tomas Milian     | Florentino Ventura      |
| Raymond J. Barry | Jack Lawn               |
| Everett McGill   | Bob Rawlings            |
| Treat Williams   | Ray Carson              |
| Craig T. Nelson  | Harley Steinmetz        |
| Kenny Morrison   | Enrique Camarena Jr     |
| Danny Trejo      | Gabriel                 |